# Berner Literaturpreis
Der Berner Literaturpreis oder Literaturpreis der Stadt Bern wird von einer Fachjury aus Bern verliehen. Der Preis geht seit 1940 jährlich in unterschiedlicher Höhe und unterschiedlichen Kategorien zur Förderung an Schriftsteller, die einen besonderen Bezug zur Stadt Bern haben. Die Hauptkategorien dabei sind Literaturpreis, Weiterschreiben, Buchpreis, Sonderpreis und Förderpreis; vor 1969 existierte keine Differenzierung in verschiedene Kategorien.

## Hintergrund
Der Berner Literaturpreis „zeichnet, anlässlich der Publikation eines neuen Werks, das gesamte literarische Schaffen einer Berner Autorin bzw. eines Berner Autors aus“. Idee des Preises ist es, talentierte Autoren eine Zeit lang von anderwärtigem Broterwerb zu befreien, damit sie sich ganz auf die Arbeit an literarischen Projekten konzentrieren können. Darüber hinaus kann die Kommission mit der Preisvergabe auch ein kulturpolitisches Zeichen setzen, „indem sie ihn z. B. einer Gruppe oder Institution zuspricht, die sich in der literarischen Szene der Stadt Bern profiliert hat. Ausserdem behält sich die Kommission vor, in unregelmässigem Turnus Spezialpreise zu vergeben“.

## Preisträger des Berner Literaturpreises
Die folgende Liste enthält einige derjenigen Autoren, die einen Berner Literaturpreis erhielten; ab 1969 sind diejenigen Preisträger aufgeführt, die in der Kategorie „Literaturpreis“ ausgezeichnet wurden.
- 2006 Jürgen Theobaldy
- 2000 Matthias Zschokke
- 1992 Christoph Geiser
- 1989 Charles Benoît, Urs Helmensdorfer und Amido Hoffmann für ihre Hörspielarbeit beim Studio Bern seit 1961
- 1988 Maja Beutler
- 1985 Kulturequipe Förderband (vom Gemeinderat angelehnt)
- 1984 Paul Nizon
- 1981 Kurt Marti
- 1979 Friedrich Dürrenmatt
- 1978 Gerhard Meier
- 1977 Hans Sommer
- 1975 Elsbeth Pulver für Kindlers Literaturlexikon und Erwin Heimann für „Ein Blick zurück“
- 1972 Walter Vogt
- 1971 Hans Albrecht Moser
- 1969 Jörg Steiner
- 1968 Helmut Schilling
- 1961: Adolf Fux
- 1959 Gustav Renker und Rudolf Joho
- 1957 Walter Adrian und Emil Ernst Ronner
- 1956 Helene von Lerber, Peter Bratschi
- 1955: Paul Eggenberg
- 1954 Jakob Käser
- 1953: Emil Ernst Ronner
- 1952: Werner Bula
- 1951: Josef Berger
- 1950: Elisabeth Baumgartner
- 1948 Walter Adrian
- 1948 René Gardi
- 1948 Hermann Hutmacher
- 1948 Alix de Watteville
- 1947 Helene von Lerber, Peter Bratschi
- 1946 Gustav Renker, Walter Laedrach
- 1946 Helmut Schilling, Elisabeth Baumgartner, Werner Bula